# Astérisque (journal)
 (février 2025).
Si vous disposez d'ouvrages ou d'articles de référence ou si vous connaissez des sites web de qualité traitant du thème abordé ici, merci de compléter l'article en donnant les références utiles à sa vérifiabilité et en les liant à la section « Notes et références ».
Astérisque est une revue mathématique publiée par la Société mathématique de France. Fondée en 1973, elle publie des articles mathématiques en français et en anglais, des comptes rendus de séminaires et le rapport annuel du séminaire Nicolas Bourbaki.
Les sujets traités concernent principalement les mathématiques pures mais la revue comprend aussi certains articles de physique mathématique.